# Julius von Gierke
Julius von Gierke (5 de março de 1875, em Breslau, nascido Julius Karl Otto Gierke - 2 de agosto de 1960, em Göttingen) foi um juriista alemão, especializado em direito empresarial e direito previdenciário.

## Formação
Julius Gierke foi filho do historiador legal Otto Gierke, quem se tornou nobre, e de sua esposa Lili, filha do editor Karl Friedrich Loening. Depois de cursar o ginásio em Breslau e a Academia dos Cavaleiros na Catedral de Brandemburgo, ele estudou a partir de 1894 na Universidade de Heidelberg, onde ingressou, em 1894, na Burschenschaft Allemannia, e em 1896 na Burschenschaft da Friedrich-Wilhelms-universität Berlin de direito. Após completar seu doutorado em 1898, em Berlim, obteve, em 1901, a sua Habilitação para ensinar direito Civil na Universidade de Göttingen.
Após trabalhar como professor em Göttingen, ele deu sequência à sua boa reputação em 1904 como Professor extraordinário na Universidade de Königsberg. Quatro anos mais tarde, ele recebeu uma cátedra e foi reitor da universidade de 1916/17. A partir de 1919, ele ensinou na Universidade de Halle, e em 1925, mudou-se para Göttingen.
Julius von Gierke foi considerado extremamente conservador, e era relativamente respeitado como filho do eminente jurista Otto von Gierke, apesar de sua ascendência materna Judaica nos tempos do nacional-socialismo. Como um "Altbeamter (alto oficial)" ele não poderia, inicialmente, der despedido, mas em 1934 foi expulso como membro de bancas de examinação. Gierke tentou adaptar-se às condições políticas rejeitando a República de Weimar, e defendendo o Socialismo Nacional. Finalmente, em 1938, foi obrigado a aposentar-se precocemente, sob pressões do Ministério. Ele permaneceu em Göttingen e foi incapacitado de continuar a publicar seus estudos. 
No dia 9 de Maio de 1945, ele foi re-nomeado professor em Göttingen pelo primeiro Reitor do período pós-guerra, Rudolf Smend, novamente, onde permaneceu e deu aulas até pouco antes de sua morte.

## Obras
Julius von Gierke foi fundamental ao cunhar o termo "direito comercial" em seu livro, "O Direito Comercial e de Navegação". Escreveu contribuições significantes para a "Revista de Todo o Direito Comercial e de Falência", em termos de seus conceitos de deveres e a posição do direito comercial na tradição alemã do Século XIX. Já em 1907, ele foi membro do Conselho editorial da revista, e de 1926 até sua morte, co-editor.
Desde sua tese, Gierke escreveu sobre o Direito Securitário. Em sua obra "Direito Securitário" (1937-1947), ele apresentou os resultados de sua colaboração fundamental nesta área do direito, na Alemanha. Durante mais de cinquenta anos, ele foi considerado um dos mais respeitados cientistas neste assunto.

## Literatura
- Peter Koch: Gierke, Julius. In: Neue Deutsche Biographie (NDB). Band 6, Duncker & Humblot, Berlin 1964, ISBN 3-428-00187-7, S. 373 f. (Digitalisat). Anikó Szabó: Vertreibung, Rückkehr, Wiedergutmachung. Göttinger Hochschullehrer im Schatten des Nationalsozialismus, mit einer biographischen Dokumentation der entlassenen und verfolgten Hochschullehrer: Universität Göttingen - TH Braunschweig - TH Hannover - Tierärztliche Hochschule Hannover. Wallstein, Göttingen 2000, ISBN 978-3-89244-381-0 (= Veröffentlichungen des Arbeitskreises Geschichte des Landes Niedersachsen (nach 1945), Band 15, zugleich Dissertation an der Uni Hannover 1998).